# Élections législatives thaïlandaises de septembre 1992
 (juillet 2025).
Si vous disposez d'ouvrages ou d'articles de référence ou si vous connaissez des sites web de qualité traitant du thème abordé ici, merci de compléter l'article en donnant les références utiles à sa vérifiabilité et en les liant à la section « Notes et références ».
De nouvelles élections législatives thaïlandaises se sont tenues pour la seconde fois en 1992, le 19 septembre. Il s'agit d'une seconde échéance électorale faisant suite à la démission de Suchinda Khraprayun, un des responsables du coup d'État de février 1991, devenu officiellement Premier ministre par les élections de mars 1992.
Les partis s'étant opposés à la junte militaire au pouvoir entre 1991 et 1992 se retrouvent propulsés en tête, notamment le Parti démocrate, mené par Chuan Likphai, membre de la Chambre des représentants et chef du parti, qui voit son nombre de sièges augmenter (79 sièges obtenus contre 44 en mars de la même année) mais aussi son pourcentage de suffrages (10,5 points de plus par rapport au pourcentage de mars). Le parti obtient alors la majorité relative à la Chambre.
Il s'agit pourtant d'un Parlement sans majorité. Lors de la formation du gouvernement de coalition, mené par le premier parti arrivé en tête à ces élections, d'autres partis rejoignent le gouvernement démocrate, tels que le Parti de la Nouvelle Aspiration, mené par Chawalit Yongchaiyut, arrivé 5e à cette élection ; le Palang Dharma (en), mené par Boonchu Rojanastien (en), qui arrive 2e en termes de suffrages exprimés mais seulement 5e en termes de sièges obtenus (47 sur 360) ; ou encore, le Parti du Développement national (en), nouveau parti mené par le Premier ministre en place avant le coup d'État de 1991, Chatchai Chunhawan, qui parvient à s'imposer en 3e position avec 60 sièges obtenus. Le Parti de la Nation thaïe, parti ayant participé au court gouvernement militaire, mené par Pramarn Adireksarn (en), devient alors le principal parti d'opposition, avec 77 sièges obtenus.

## Source de la traduction
- (en)/(th) Cet article est partiellement ou en totalité issu des articles intitulés en anglais « September 1992 Thai general election » (voir la liste des auteurs) et en thaï « การเลือกตั้งสมาชิกสภาผู้แทนราษฎรไทยเป็นการทั่วไป กันยายน พ.ศ. 2535 » (voir la liste des auteurs).